# 張祥 (天順進士)
張祥（1421年—？），字維和，明朝政治人物。進士出身。

## 生平
順天府鄉試第七名。天順元年（1457年）丁丑科會試第二百四十一名，殿試登進士第三甲第一百零四名。

## 家族
曾祖父張勝。祖父張敏。父亲張俊。